# Sectoarele Bucureștiului

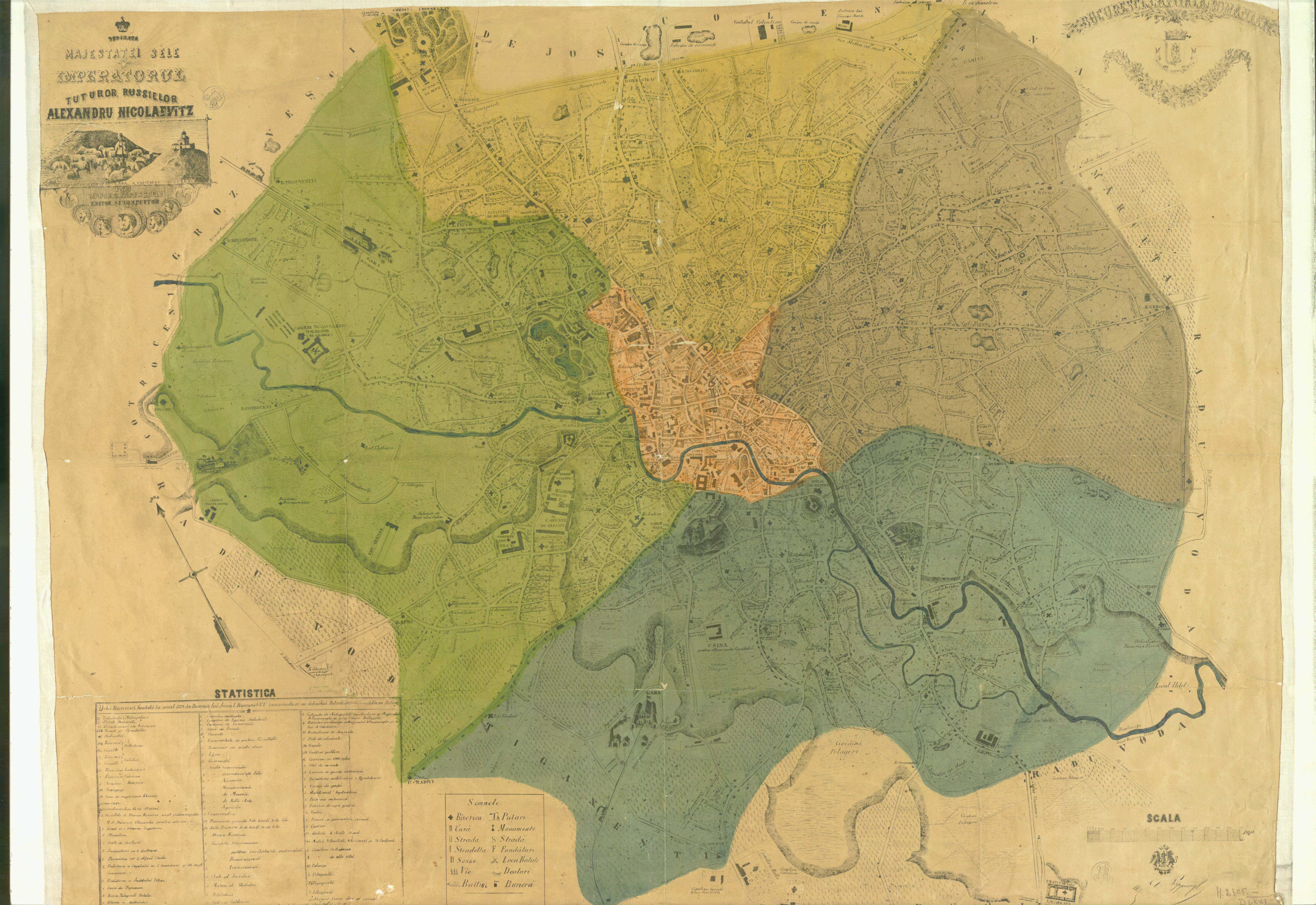
„Văpselele” Bucureștiului la 1871

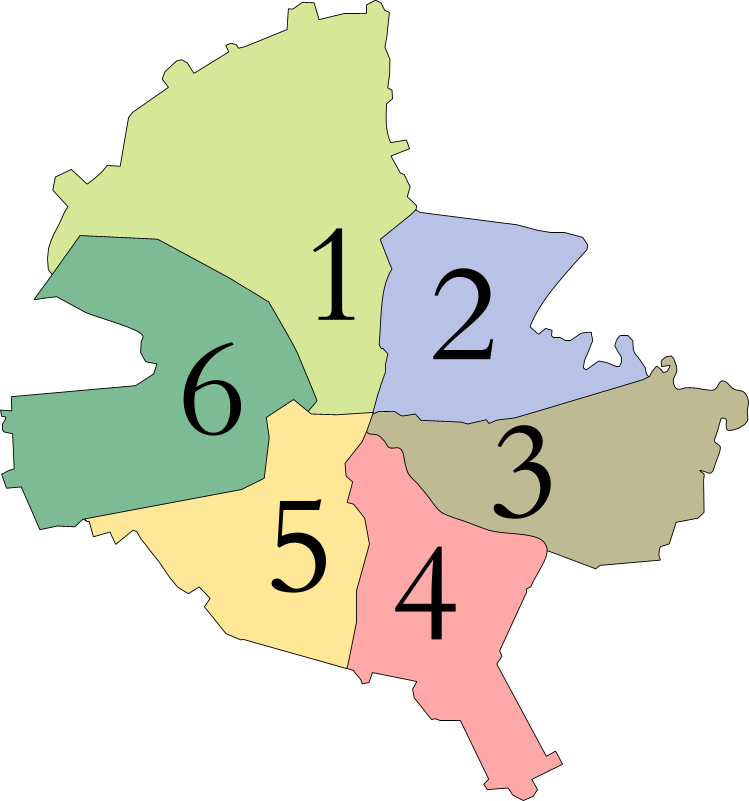
Cele șase sectoare ale Bucureștiului

Municipiul București este împărțit în șase sectoare. Fiecare sector este administrat de un primar și un consiliu local, care au responabilitate pentru afaceri locale, precum străzi secundare, parcuri, școli și servicii de curățenie.

## Istoric
Până în anii 1700, Capitala era condusă de un județ și de doisprezece pârgari aleși de locuitori. Această conducere era semiautonomă în sensul că instituția era dublată de dregători domnești (pârcălabi, portari, ispravnici) numiți de marii boieri. Constantin Brâncoveanu desființează semiautonomia urmând ca problemele orașului să fie rezolvate de doi dregători domnești: marele agă, numit pentru aprovizionarea centrului orașului și marele spătar pentru asigurarea ordinii în mahalale.

Domnitorul Alexandru Ipsilanti creează în 1775 Epitropia obștirilor, organ administrativ format din opt boieri care se ocupă cu probleme edilitare, de școli, de securitatea orășenilor, prevenirea incendiilor etc. Ordinea urma să fie asigurată de doi demnitari: vel aga supraveghea centrul orașului iar vel-spătar, mahalalele.
Prima împărțire administrativă cunoscută a orașului datează din 1789 când Bucureștiul era  împărțit în cinci plăși: Plasa Târgului, Plasa Gorganului, Plasa Broștenilor, Plasa Târgului de Afară, Plasa Podului Mogoșoaiei . În 1828 celor 5 plăși le sunt asociate 5 culori, numite de bătrâni și „văpsele” sau „boiele”:  Plasa Târgului sau culoarea de Roșu, Plasa Mogoșoaiei sau culoarea de Galben, Plasa Gorganului sau culoarea de Verde, Plasa Broștenilor sau culoarea de Albastru și Plasa Târgului de Afară sau culoarea de Negru . În secolul XX numărul culorilor se restrânge la patru, "văpseaua" de Roșu fiind înglobată în celelalte rămase. La sfârșitul anului 1843 se inaugurează primul local al Sfatului Orășenesc al Bucureștiului; noul local este construit după planurile arhitectului Villacrosse. La 7 februarie 1926, „Legea pentru organizarea administrației comunale a orașului București” împarte Capitala în două zone: zona centrală și zona periferică  . Zona centrală se împarte în patru sectoare, care vor păstra în denumirea lor numele vechilor culori: Sectorul I Galben, Sectorul II Negru, Sectorul III Albastru și Sectorul IV Verde, , fiecare având primarul și consiliul său, și 13 comune suburbane (foste așezări rurale), respectiv Băneasa, Colentina, Fundeni, Pantelimon, Principele Nicolae, Dudești-Cioplea, Popești-Leordeni, Șerban- Vodă, Militari, Roșu, Regele Mihai, Grivița și Lupeasca. Zona periferică includea restul teritoriului inclusiv comunele care devin suburbane orașului. 
Prin Legea Municipiului București din 1 martie 1926, intrată în vigoare în 1927,  Bucureștiul a fost împărțit în patru sectoare:
1. Sectorul Galben (astăzi: Sectorul 1 fără părți vestice și jumătatea vestică a Sectorului 2)
2. Sectorul Negru (astăzi: Sectorul 3 și jumătatea estică a Sectorului 2)
3. Sectorul Albastru (astăzi: actualele Sectoare 4 și 5)
4. Sectorul Verde (astăzi: partea estică a Sectorului 6 și părți vestice din Sectorul 1)

După 23 august 1944, Bucureștiul a fost împărțit în trei sectoare, diferențiate prin culori (sectorul I -Galben, sectorul II – Negru, sectorul III - Albastru). Instaurarea unui nou regim politic în 1947 a adus și schimbări în organizarea administrativă a orașelor. 
În 1950, prin legea nr. 5 promulgată de Marea Adunare Națională a Republicii Populare Române, teritoriul țării a suferit o nouă împărțire teritorial – administrativă: regiuni, raioane, orașe și comune. Municipiul București a fost structurat în opt raioane și anume:
1. I. V. Stalin (după destalinizare redenumit 30 Decembrie)
2. 1 Mai
3. 23 August
4. Tudor Vladimirescu
5. Nicolae Bălcescu (raion 1950-1968)
6. V. I. Lenin
7. Gh Gheorghiu-Dej (după destalinizare redenumit 16 Februarie)
8. Grivița Roșie

În 1968, prin Legea nr. 2 din 16 februarie 1968 privind organizarea administrativă a teritoriului Republicii Socialiste România, cele opt raioane în care era împărțit Bucureștiul redeveneau sectoare, Municipiul București cuprinzând atunci opt sectoare, 12 comune suburbane și 23 de sate. Apoi, în august 1979, cele 8 sectoare ale Capitalei s-au redus la 6, cele care există și astăzi.
Fiecare dintre cele șase sectoare conține un număr de cartiere, care nu au nici o funcție administrativă:
- Sectorul 1: Dorobanți, Băneasa, Pipera, Floreasca, Dămăroaia, 
Bucureștii noi, Primăverii, Aviației, Grivița, Aviatorilor, Victoriei, Pajura, Domenii
- Sectorul 2: Pantelimon, Colentina, Iancului, Tei, Floreasca, Moșilor, Obor, Vatra Luminoasă,
- Sectorul 3: Vitan, Dudești, Titan, Balta Albă, Centru Civic, Dristor, Muncii, Unirii
- Sectorul 4: Berceni, Giurgiului, Olteniței, Tineretului, Văcărești, Timpuri Noi
- Sectorul 5: Giurgiului, Ferentari, Rahova, Ghencea, Cotroceni, 13 Septembrie
- Sectorul 6: Giulești, Drumul Taberei, Militari, Crângași, Ghencea

## Date demografice
| Sectorul   | Suprafață | Populația (locuitori) | Densitate [loc/km²] |
| ---------- | --------- | --------------------- | ------------------- |
| Sectorul 1 | 68 km²    | 225.453               | 3.339               |
| Sectorul 2 | 32 km²    | 345.370               | 10.792              |
| Sectorul 3 | 32 km²    | 385.439               | 12.044              |
| Sectorul 4 | 34 km²    | 287.828               | 8.465               |
| Sectorul 5 | 30 km²    | 271.575               | 9.052               |
| Sectorul 6 | 38 km²    | 367.760               | 9.677               |

## Vezi și
- Lista primarilor sectoarelor bucureștene aleși după 1989
- Lista cartierelor din București